# The Munsters' Scary Little Christmas
The Munsters' Scary Little Christmas es una telefilme protagonizado por los personajes de la telecomedia de la década de los sesenta La familia Monster. Es una película con un elenco totalmente diferente al de la serie y al de la película anterior (Here Come The Munsters). La cinta fue presentada en el canal de televisión Fox el 17 de diciembre de 1996, y Universal Studios anunció que el DVD saldría en 2007.

## Historia
La familia está en la época de Navidad, y Eddie Munster echa de menos Transilvania. Para ayudar, Grandpa Munster hace un experimento que sale mal, y que provoca que Santa Claus y sus duendes se teletransporten a su casa, y la familia trata de devolverlos. El Abuelo no está en condiciones de enviar de nuevo a Santa y debe obtener la ayuda de Herman.

## Reparto
- Sam McMurray es Herman Munster

- Ann Magnuson es Lily Munster

- Sandy Baron es Grandpa Munster

- Elaine Hendrix es Marylin Munster

- Bug Hall es Eddie Munster

- Mark Mitchell es Santa Claus

- Datos: Q847275